# جيل (لاعب كرة قدم)
كارلوس غلبرتو ناسيمنتو سيلفا (بالبرتغالية: Carlos Gilberto Nascimento Silva‏) المعروف باسم جيل (بالبرتغالية: Gil‏) هو لاعب كرة قدم برازيلي في مركز قلب الدفاع ولد في يوم 12 يونيو 1987 في مدينة ريو دي جانيرو في البرازيل، يلعب حالياً مع نادي شاندونغ لونينغ تايشان لكرة القدم وسبق له اللعب مع نادي كورينثيانز ونادي فالينسيان ونادي كروزيرو وأتلتيكو غويانينسي ونادي أميريكانو، كما لعب مع منتخب البرازيل لكرة القدم ويبلغ طوله 193 سم.

## روابط خارجية
- جيل على موقع قاعدة بيانات كرة القدم.إي يو (الإنجليزية)
- جيل على موقع ليكيب (الفرنسية)
- جيل على موقع ناشيونال فوتبول تيمز (الإنجليزية)
- جيل على موقع Soccerway.com (الإنجليزية)
- جيل على موقع عالم كرة القدم.نت (الإنجليزية)
- جيل على موقع AS.com (الإسبانية)